# Nasreddine Ben Maati
Nasreddine Ben Maati es un cineasta, actor y director tunecino. Es más conocido por dirigir películas como Weld Ammar: A Doomed Generation y Le Feu then Coexist.

## Biografía
Ben Maati nació el 14 de octubre de 1990 en Túnez.

## Carrera profesional
Siendo un adolescente de 16 años, se hizo miembro de la Federación Tunecina de Cineastas Aficionados (FTCA). Luego dirigió cortometrajes que participaron en el Festival Internacional de Cine Amateur de Kélibia. En 2010 dirigió Le Virage, su debut oficial. El cortometraje fue seleccionado para el Short Film Corner del Festival de Cine de Cannes de 2011. En 2013, lanzó Le Feu then Coexist.
En 2013, dirigió su primer documental Weld Ammar o Maudite Generation. Después dirigió el documental Music and the Rebels. En 2015, actuó en el telefilme francés Dette d'Honneur dirigido por Albert Didier.
En 2018, participó con un papel secundario en la película L'Amour des hommes dirigida por Mehdi Ben Attia. En 2019 dirigió el largometraje Super Lune.

## Filmografía
| Año  | Título                          | Rol                           | Tipo                | Ref.   |
| ---- | ------------------------------- | ----------------------------- | ------------------- | ------ |
| 2010 | Le Virage                       | Director, escritor            | Cortometraje        |        |
| 2013 | Le Feu then Coexist             | Director, escritor            | Cortometraje        |        |
| 2013 | Giulietta                       | Montaje                       | Cortometraje        |        |
| 2013 | Weld Ammar: A Doomed Generation | Director, escritor            | Documental          |        |
| 2014 | La musique et les rebelles      | Director                      | Documental          | [ 11 ] |
| 2015 | Plus belle la vie               | Jalil; asistente de director  | Serie de televisión |        |
| 2016 | Hedi                            | segundo asistente de director | Película            |        |
| 2016 | Law of Lamb                     | Primer asistente de director  | Cortometraje        |        |
| 2017 | Mektoub, My Love: Canto Uno     | Primer asistente de director  | Película            | [ 12 ] |
| 2017 | Of Skin and Men                 | Actor, asistente de director  | Película            |        |
| 2019 | Before It's Too Late            | Actor                         | Película            |        |
| 2020 | The Eagles of Carthage          | Primer asistente de director  | Documental          |        |
| 2021 | Black Medusa                    | asistente de director         | Película            |        |
| 2021 | Ghodwa                          | Primer asistente de director  | Película            |        |